# مخيم شعفاط

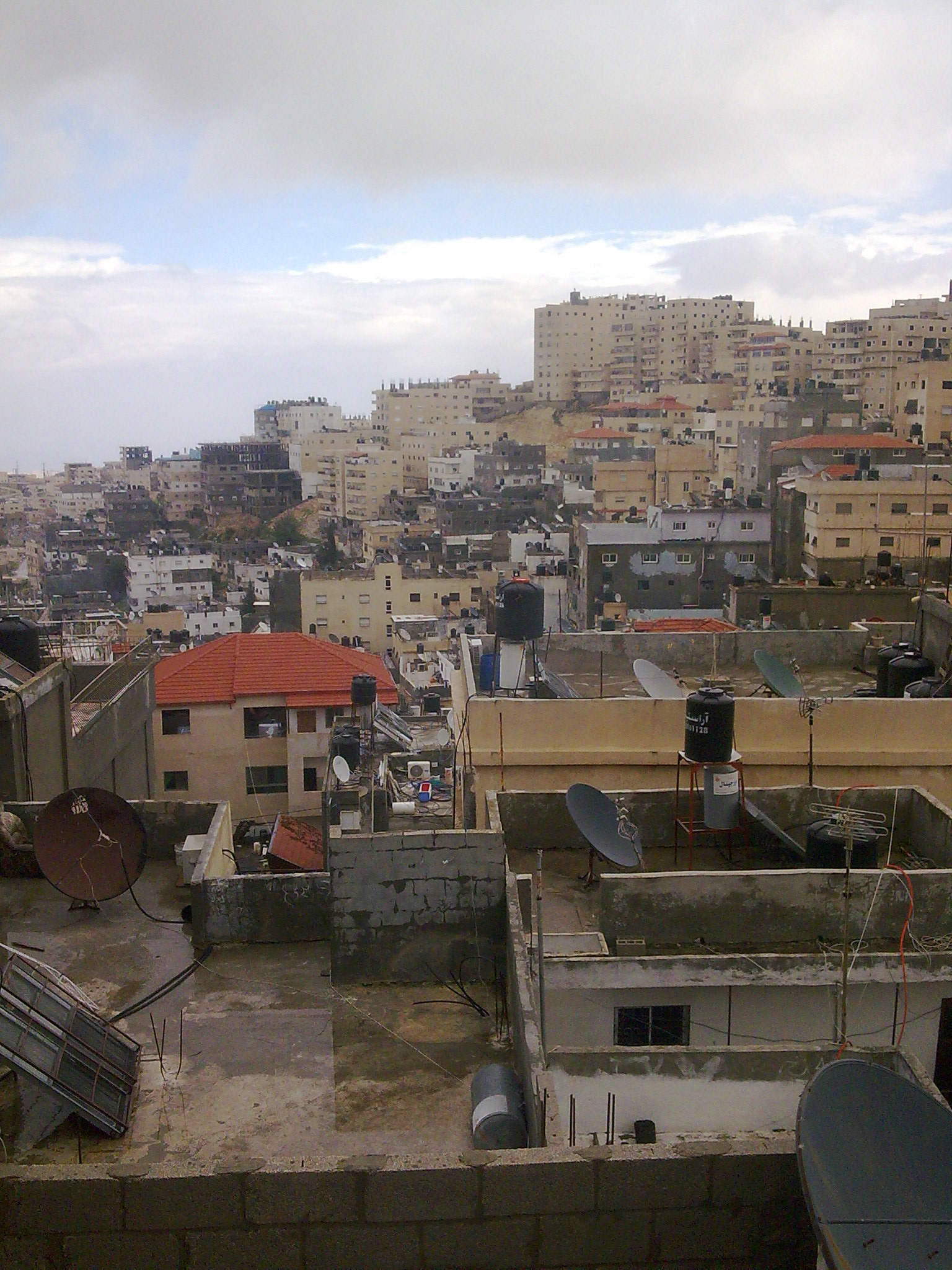

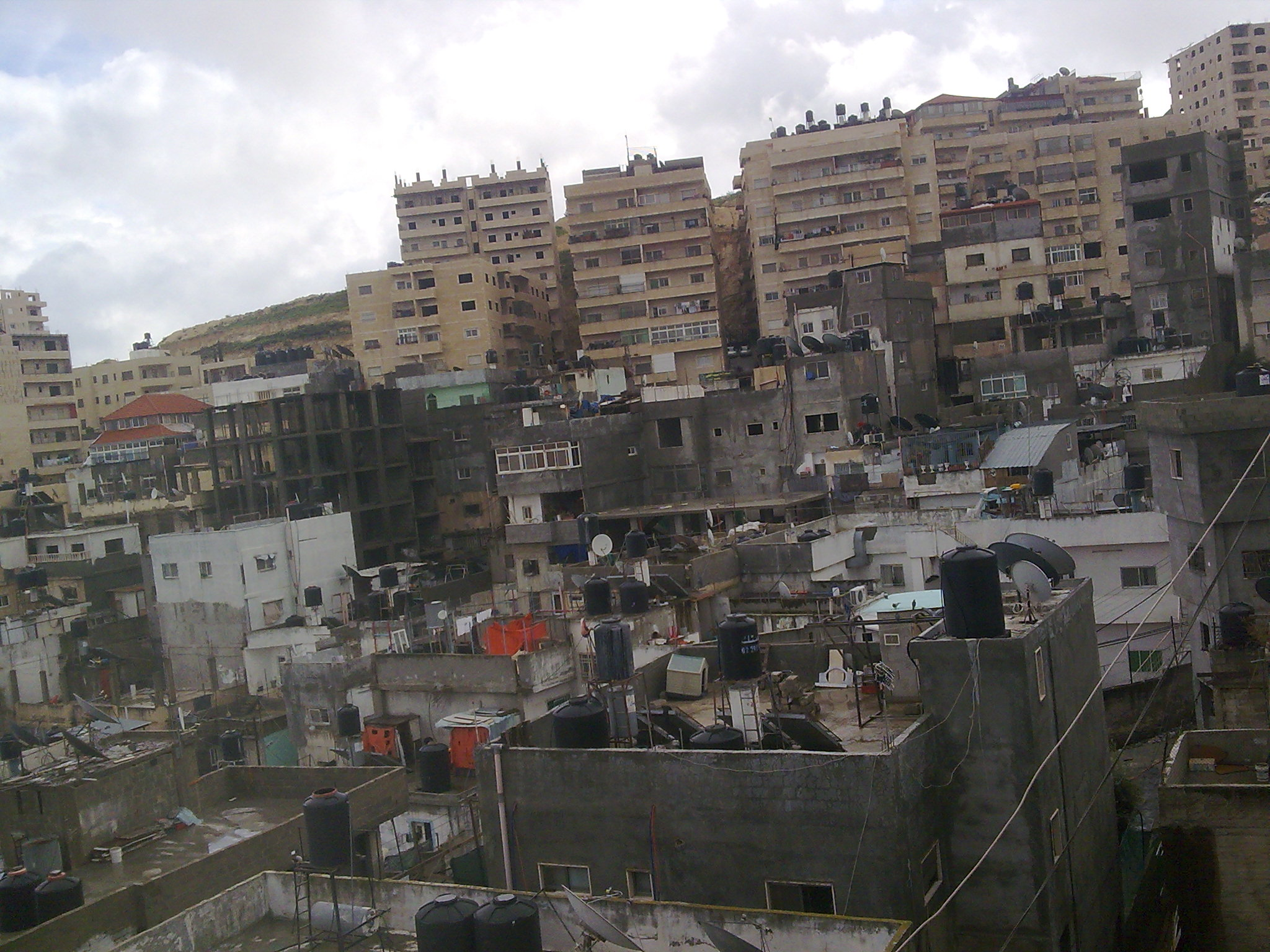
صور لمخيم شعفاط

مخيم شعفاط ويطلق عليه أحيانا مخيم عناتا هو أحد المخيمات التي أنشأت بسبب حركة النزوح للاجئيين الفلسطينيين على مساحة تقارب ال 200 دونم حاليا في أراضي ما بين قريتي عناتا وشعفاط ضمن حدود القدس في الضفة الغربية، وبدأت حركة النزوح إليه من عام 1965 إلى ما بعد حرب حزيران، وهو بحسب وكالة الغوث الدولية المخيم الوحيد الذي يحمل قاطنيه الهوية الإسرائيلية (دون الجنسية) أو ما يسمى بالهوية المقدسية بالاضافة لعدد من السكان يحملون الهوية الفلسطينية، على خلاف هوية عرب 48، وتقول الأونروا (وكالة الغوث الدولية) أن هذا المخيم قد أقيم بديلا لمخيم المعسكر الذي كان في البلدة القديمة بجانب حائط البراق أو الجهة الغربية للمسجد الأقصى.

## مشاكل رئيسية
يعاني مخيم شعفاط كثيرا من المشاكل ألا وأكبرها الكثافة السكانية العالية إذ أن الارقام لدى الأنروا ليست كما على أرض الواقع فالإحصائيات لأهالي المخيم الأصليين بلغت ال 9 آلاف نسمة غير القاطنيين على شارع عناتا وهو ضمن أراضي المخيم الذي ازداد عدد سكانه ما بين 2002-2009 دون إحصائيات رسمية، والذي يقدر عددهم 6,000 نسمة (إحصائية تقديرية) ليصبح المجموع العام ما بحدود 15,000 في مساحة لا تتجاوز ال 203 دونم.
و من المشاكل الذي يعانيها المخيم الجدار العنصري (الجدار الفاصل) الذي أدى إلى تعطيل أو عرقلة أعمال الكثير من العمال الذين يعملون في المستوطنات القريبة منه، وإغلاق الطريق الخارجة أمام سكان مخيم شعفاط عن طريق رأس خميس الذي يعاني من تهديد هدم عدد من المنازل هناك، ومن الهموم اليومية حاجز المخيم الذي يعرقل مصالح أهالي المخيم بشتّى أنواعها.
و بسبب إهمال السلطة الفلسطينية [بحاجة لمصدر] وعدم الاهتمام من بلدية القدس وعدم اكتراث منظمة الأونروا لهذا المخيم يعاني من نقص في الخدمات والبنية التحتية، إذ أن الأونروا تعتقد أن الأوضاع المادية لأهالي المخيم جيّدة فإنه لا يحتاج إلى خدماتها وبلدية القدس تكاد لا تعترف جغرافيا بسكان المخيم فلذلك فهو يعاني دوماً من قلة الخدمات العامة.
و كل هذه المشاكل فيض من غيظ ألا وإن حلها أكبر المشاكل.

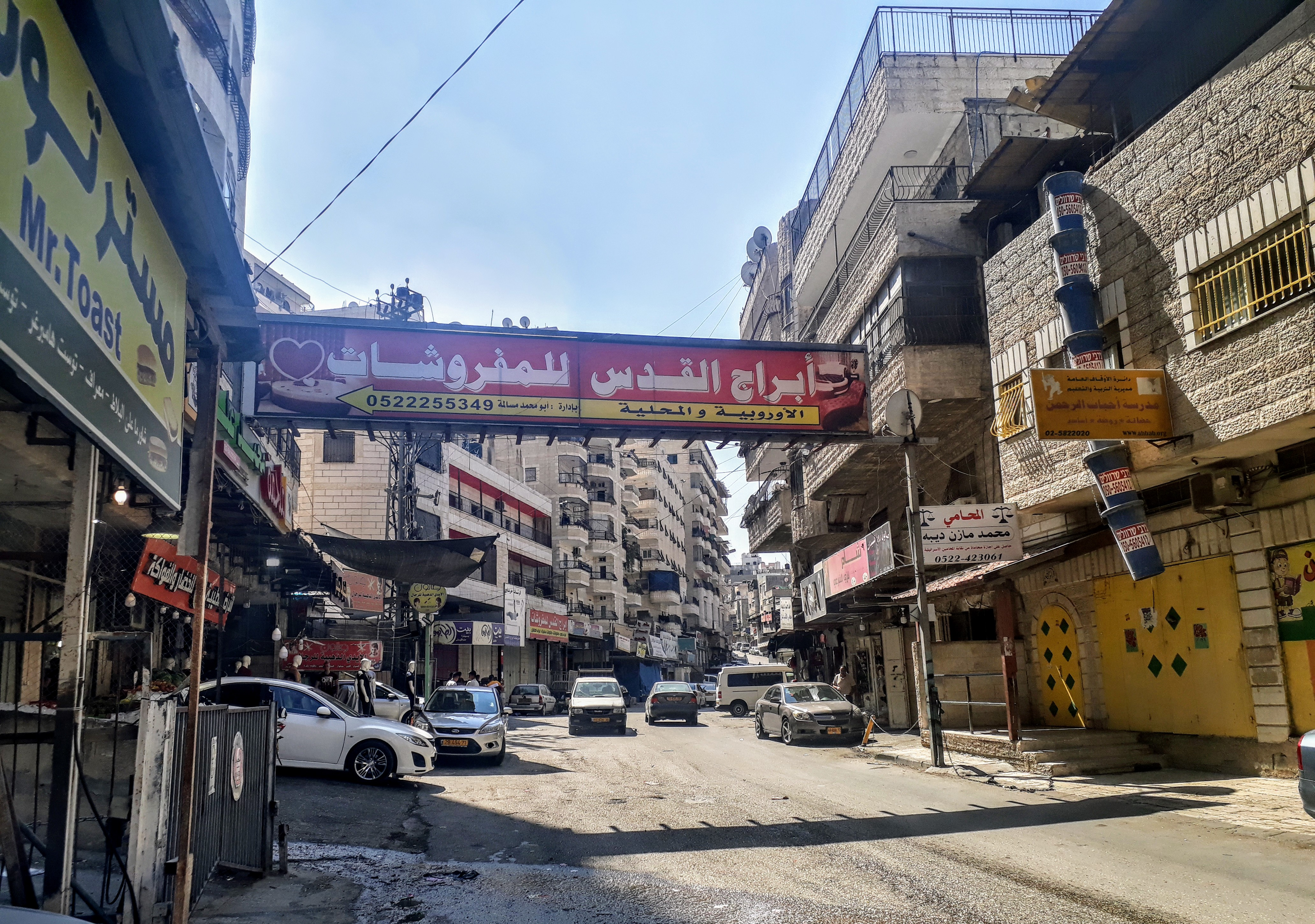

### الحياة اليومية والكثافة السكانية
يعيش مخيم شعفاط كما غيره من المخيمات، ألا وأنه موقع فصل وربط بين القرى الشرقية الشمالية والشرقية لمدينة القدس، ومن هنا تكمن المصيبة بحاجز مخيم شعفاط الذي يُذيق أهالي مخيم شعفاط الأمرّين ويؤثّر بذلك على حياتهم اليومية بما فيها طلاب المدارس والجامعات والعمال صباح مساء.
و كما هو الوضع الراهن في المخيمات على احتوائها مبانٍ متلاصقة وأحياء متراصّة لا يتجاوز عرض الشارع في أغلب الأحيان عن الثلاثة أمتار فإنه من الصعب بمكان أن ايجاد مكان لركن السيارت. بالاضافة الى ذلك تنتشر نسبة الزواج المبكر في المخيم ليكون متوسط أعمار الذكور عند الزواج ما بين 18-22 عاما وعند الإناث 15-18 عاما، وما ينتج عن ذلك المزيد من حجب الضوء وضيق المتنفس، عن طريق بناء دور جديد في المبنى الذي يقطن فيه الشاب مع والديه.
و مما زاد الأمر تعقيدا قدوم أُناس غير لاجئين (و هم عادة ضمن حدود القدس) إلى المخيم بسبب الظروف الاقتصادية التي يعانون منها إما بسبب ضغوط الاحتلال عليهم؛ ويكون ذلك عن طريق الضرائب المفروضة على الأملاك وغيرها.
و هنالك من يأتي لإنه متزوج في المخيم ويسكن به فيما بعد، أو أن له مصلحة تجارية تربطه بالمخيم بشكل شبه دائم.
و أما بالنسبة للحركة التجارية في المخيم فيه جيدة نسبيا إلى غيرها من مناطق القدس ففيها عدد كبير من المحلات التجارية التي تكاد أن تكون بباب كل منزل في المخيم. وهذا كلّه قد أدّى نسف متنفس المخيم الوحيد وهي الناحية الجنوبية للمخيم التي أُنشأ عليها شارع عناتا والذي يقصده الكثير من الناس للسكن فيه أو القدوم لشراء بعض الحاجيات والتسوق.
ومع الأيام فإنك تجد أن المخيم يتجه وضعه من سيئ إلى أسوء، فهنالك لا توجد سلطة مطلقة لأحد وتنتشر حوادث العنف والجريمة والمشاكل الاجتماعية وتجارة المخدرات وغيرها من الأوضاع التي تزيد الوضع تعقيدا على جميع المستويات.

### التعليم
[بحاجة لمصدر]مع أنه لا يوجد دراسة دقيقة نسبية للتعلّم في هذا المخيم إلا أنك تستطيع أن تُقدر ذلك عن طريق دراسة سريعة لعينة من الأشخاص.
و من الناحية التعليمية في المخيم فيه ليست على ما يرام، فبوجود مدرستين في مخيم شعفاط إحداهما للبنين والأخرى للبنات تحتوي على المستويان الأساسي والإعدادي وهذه المدارس تابعة لوكالة الغوث، فإنك تجد استهتار كبير من قبل السكان بسبب وجود المخيم ضمن نطاق السيطرة الإسرائيلية مما دفع الغالبية من حملة الهوية المقدسية إلى إهمال وترك التعليم والتوجّه نحو العمل في المشاريع الإسرائيلية طمعا في الدخل المادي المرتفع نسبة إلى الدخل الذي تُدِرّه وظيفة أخرى في أراضي السلطة الفلسطينية أو أي وظيفة تحتاج إلى شهادة علمية لذلك فإن الزائر لمخيّم شعفاط سيلاحظ بشكل سريع جداً شبه انعدام الوعي الثقافي والأكاديمي إلا لدى القلّة القليلة جداً وكل ذلك بسبب مفاهيم احتقار التعليم وعدم جدواه لدى السكان هذه المدارس وخاصة مدرسة البنين التي ينهي فيها الطالب الصف التاسع دون أن يعرف قراءة اسمه فترى معظم أهالي المخيم لا يلجؤون إلى هذه المدرسة خوفا على مستقبل ابنائهم.
و قد تجد بين أوساط الشباب في المخيم بأن العمل أفضل من الشهادات الجامعية أو حتى شهادة الثانوية العامة (التوجيهي)، لذلك فإن المستوى الثقافي متدنّي، وإن كنّا متفائلين فإن أشخاص آخرين يقولون عكس ما سلف....و لكن الآراء متباينة وغير واضحة بشكل كامل....و هو يحتاج إلى دراسة جديّة، ولكنك من الحقائق تجد أن نسبة التعليم بين الفتيات أعلى منه عند الشباب، فعدد المُلتحقات سنويا إلى الجامعات من الفتيات أعلى منه عند الشباب.
و غالبا ما يسافر شباب المخيم للتعليم لنيل الشهادة الجامعية بالخارج بسبب الظروف المحيطة، وقلة من تلتجأ إلى جامعات وطنية وكليات حكومية

## أصول السكان
تعود أصول السكان من القدس، بيت ثول، اللد، بئر معين، المالحة، الولجة، برقوسيا، يافا وغيرها.

## الجدار الفاصل والحصار

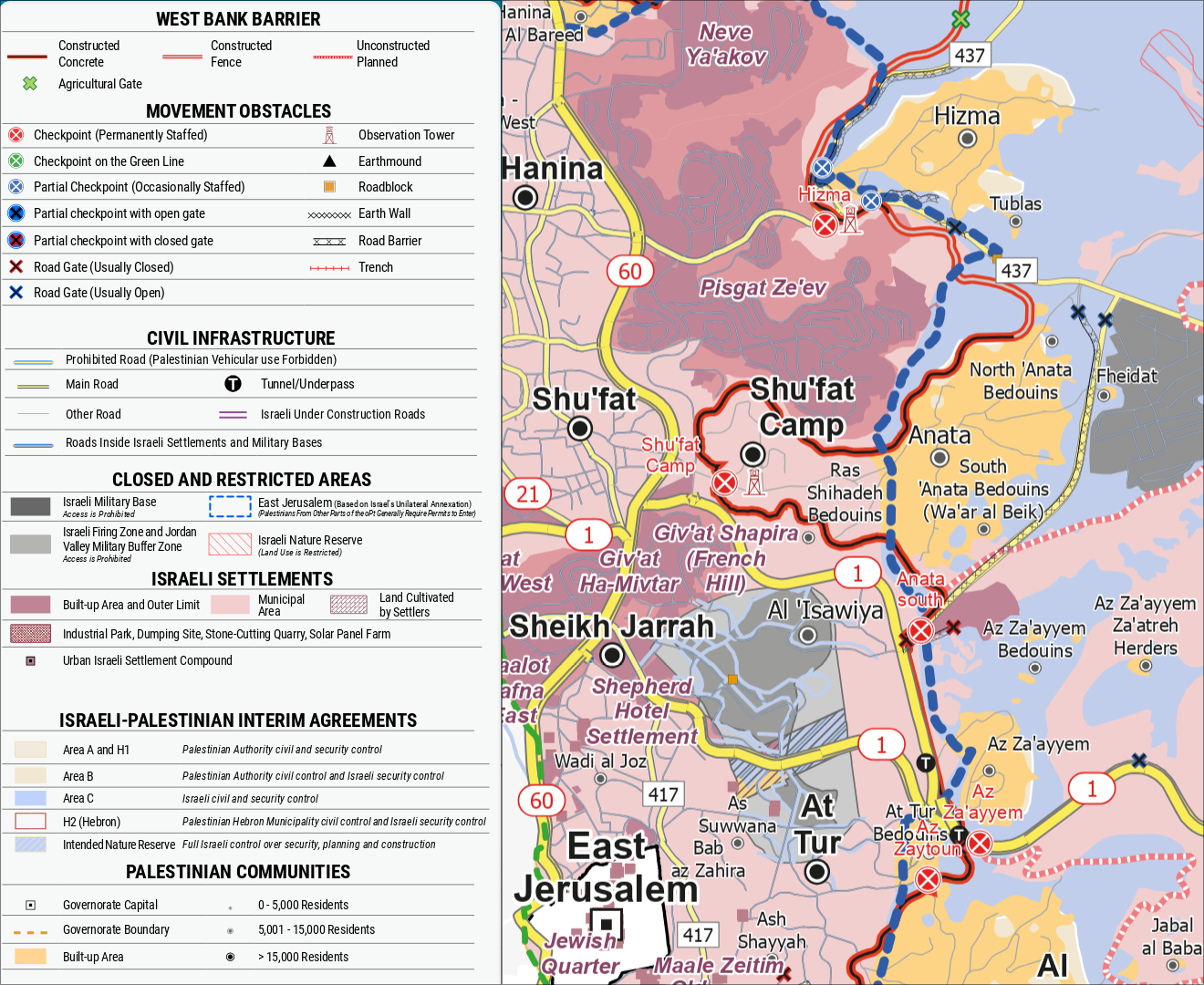
موقع مخيم شعفاط

المخيّم محاصر دوما. وبسبب تركيبة سكّانها المختلطة ما بين إقامة دائمة تُمنح لأهالي القدس وبين وجود فلسطينيّين من الضّفّة فيه، تحاصره إسرائيل طوال الوقت. فهو مفتوح على الضّفة بحاجز وشوارع تؤدّي إلى حاجز قلنديا من جهة عناتا، ومفتوح بحاجز آخر تجاه بلدة شعفاط والقدس عمومًا. أما الجدار ويحيطه تقريباً من جميع الجهات. لذلك، فإن المخيم محاصر دومًا، طوال الوقت، و يحدّه بوّابة تسمّى "الحاجز"، تسمح لحمَلة الهويّة الزّرقاء، بعد الفحص طبعا، بالمرور إلى القدس، ولا تسمح لحمَلة الهويّة الخضراء بالمرور، إلّا من طرف عناتا تجاه الضّفّة الغربيّة.
وهذا ما يفسّر قدرة قوّات الاحتلال على محاصرته خلال ساعات معدودة بعد العمليّة، إذ لم تقم عمليًّا إلّا بإغلاق البوّابة على أسرى الاحتلال الّذين يعيشون في معازل وسجون بُنيت لتكون مؤقتة، فباتت ثابتة لا يزداد عليها إلا كمّيّة الأسمنت الخانقة. يشكّل مخيّم شعفاط صورة مصغّرة عمّا تريد إسرائيل أن تكون عليه حياة الفلسطينيّ داخل فلسطين: محاصرة ببوّابة، فيها حرّيّة خروج ودخول بحاجز يسمح أو لا يسمح، استنادًا إلى المكانة "القانونيّة" وحُسن السّير والسّلوك، يمكن إغلاقها وعزلها في أيّة لحظة- حرفيًّا، في أيّ لحظة تعتقد قوّات الاحتلال أنّها تريد ذلك، معزولة عن محيطها وعن امتدادها على طرفي الاحتلال بين 48 و 67، ومن دون هويّة سياسيّة.

## الموقع
يقع المخيّم في قلب مدينة القدس بعد أن وسّع الاحتلال الإسرائيليّ حدود المدينة المحتلّة وربطها بـمستوطنات الضّفّة الغربيّة، وهو تابع للمدينة قانونيًّا لكنّه خلف الجدار، ومن ثمّ لا تصله الخدمات ولا يستفيد من الإصلاحات والتّرميمات. تحدّه من الجنوب مستوطنة التّلّة الفرنسيّة ومن الشّمال مستوطنة بسغات زئيف، ومن الشّرق مستوطنة عناتوت، ولم يتبقَّ للمخيّم إلّا مخرج شرقيّ يشترك فيه مع بلدة عناتا المجاورة، وكثيرا ما يُغلق هذا المخرج عند حدوث أيّ نكسة أمنيّة. وأقيم المخيّم على قطعة أرض استأجرتها الأونروا من الحكومة الأردنيّة.